# Hínajána
A hínajána (हीनयान) szanszkrit és páli kifejezés, amelynek szó szerinti jelentése "kis szekér", "kis kocsi", vagy "szűk ösvény". A kifejezés az i. e. 1. vagy 2. század körül keletkezett.
A hínajána elnevezéssel illetik a mahájána buddhizmus hívei a korai buddhista iskolákat, amelyeket még fejletlennek, előkészítő jellegűnek tartanak. A hínajána „kis kocsit” vagy „kis járművet” jelent, ellentétben a magukat „nagy kocsinak” vagy „nagy járműnek” nevező mahájána buddhistákkal, akik ezt az elnevezést némileg pejoratív éllel használják a hínajána követőire. Az irányzatot théraváda buddhizmusnak („a vének tanítása”) is nevezik, de ez félrevezető, mivel a théraváda valójában a harmadik pátaliputtai zsinaton kialakult szthavira-csoport egyik iskoláját jelöli.
Számos magyarázat létezik arra, hogy mire vonatkoznak a hínajána és mahájána szavak, és arra, hogy mi a különbség közöttük. Jidzsing kínai pap szerint, aki a 7. században elvándorolt Indiába, mindkettő ugyanazt a vinaját alkalmazza, és ugyanazt a négy nemes igazságot gyakorolja. Csupán a mahájána követői hódolnak bódhiszattváknak és a mahájána szútrákat olvassák, amit a hínajána követői nem csinálnak.

## Eredete
A hínajána szó a hína (हीन) ("szegény", "elhagyatott", "hiányos", "elégtelen") és a jána (यान) ("szekér") kifejezésekből ered. Itt a szekér a megvilágosodáshoz vezető eszközt jelenti.

## Théraváda – a hínajána egyetlen jelenlegi iskolája

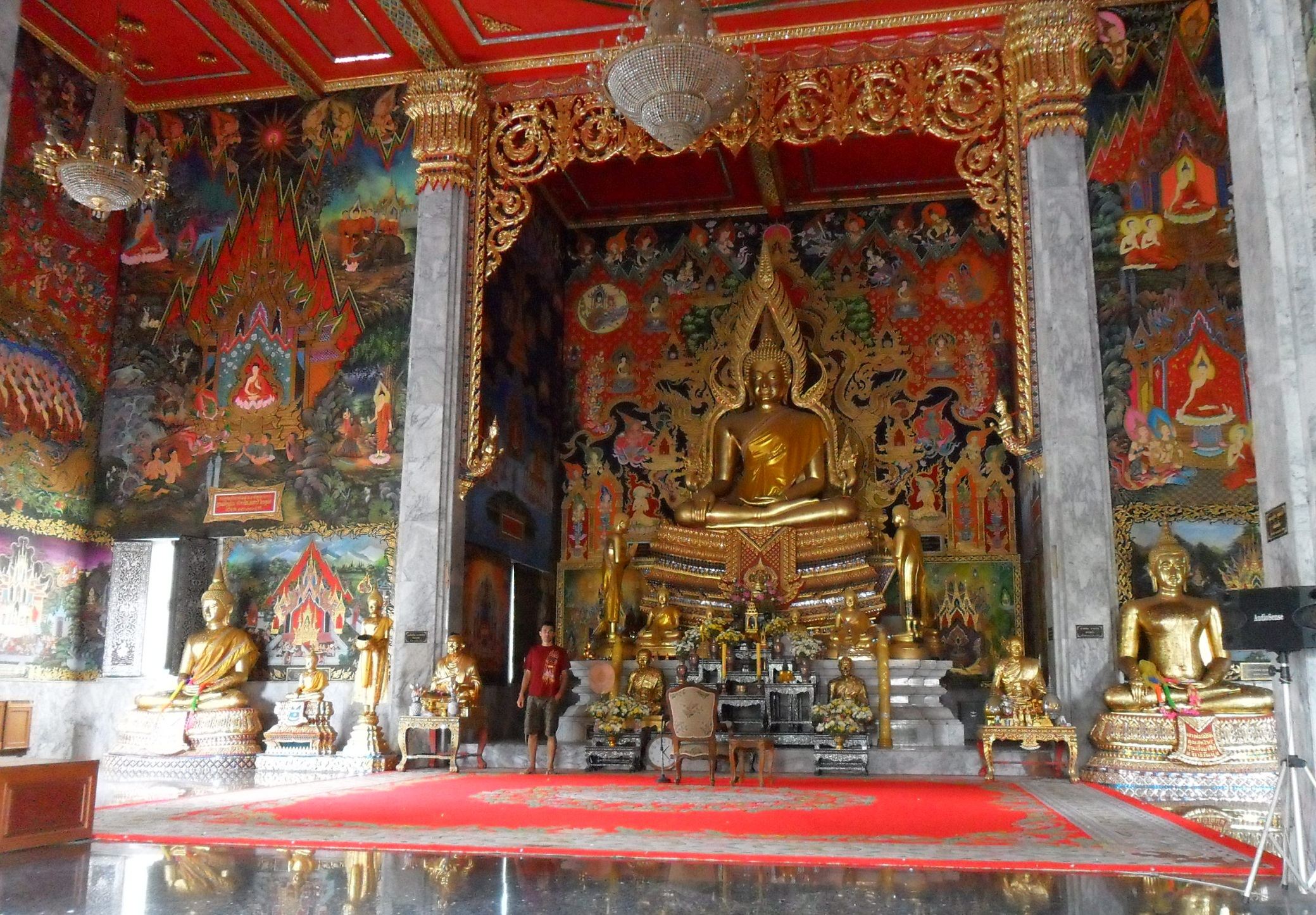
Templombelső Thaiföldön

A théraváda (az idősebbek útja) egyike a buddhizmus korai szakaszában, a Buddha halála utáni első században létrejött tizennyolc (más rendszerezések szerint húsz) úgynevezett nikája iskolának. Ezt a tizennyolc iskolát szokás összefoglalóan hínajána iskoláknak is nevezni. A théraváda a buddhizmus legkonzervatívabb irányzata, mely a Buddha eredeti tanításait próbálja megőrizni. A théraváda irányzat követői őseiket az első zsinatig vezetik vissza, amikor 500 megvilágosodott szent (arhat) úgy határozott, hogy a Gautama Buddha „kisebb és apró” szabályait is betartó ortodox álláspontot választja.
A théraváda a tizennyolc-húsz hínajána iskola utolsó túlélője, Srí Lanka, Kambodzsa, Laosz, Burma és Thaiföld fő vallása, megtalálható még Délnyugat-Kína területén, Vietnámban és Szingapúrban. Az irányzatnak jelentős számú kolostora és követője van az Egyesült Királyság, Ausztrália, Új-Zéland és az USA több városában. A mahájána buddhizmus (mahāyāna, nagy hordozó, nagy szekér) ellentéteként hínajána (kis hordozó, kis szekér) néven is emlegetik, de ezt követői pontatlannak tartják. A théraváda név legrégibb írásos emléke egy i. sz. 7. századi iskola könyveiben található. Ma a világon körülbelül 100 milliónyi théraváda buddhista él, a tan az utóbbi évtizedekben nyugaton is gyökeret vert.

## Kialakulása
Jan Nattier szerint a hínajána kifejezés csupán a Mahájána után keletkezett a bodhiszattvák és srávakák közötti ellentét eredményeképpen. A vitát követően keletkezett először a bodhiszattvajána, amely megkapta a mahájána ("Nagy Szekér") jelzőt és csak sokkal később alkották meg a hínajána kifejezést, miután a bodhiszattvák és tanításaik megítélése már kritikusabbá vált. A korai szövegekben gyakran szerepel a mahájána kifejezés, míg a hínajána meglehetősen ritka. Biztosra vehető tehát, hogy a két jelző nem egy időszakban alakult ki és nem jelent egymáshoz való viszonyulást sem.

## A hínajána és a mahájána különbségei
A Mantra Magyarországi Buddhista Egyház a következő szempontok szerint hasonlítja össze a mahájánát és a hínajánát:
- Eddig látens, nem-hangsúlyozott tanítások (bodhiszattva, buddhaiság, együttérzés, üresség) – részletes kifejtés, újraértelmezés
- a változás okai – az ezidáig alapvetően szerzetesi/kolostori jellegű buddhizmus fokozatosan tömegvallássá nő – az erősen metafizikus tanok mitológiai rendszerrel egészülnek ki
- a bizalom a bölcsességgel egyenértékű lesz
- bhakti-mozgalom

|    | Hínajána | Mahájána |
| -- | --- | --- |
| 1  | hangsúly a személyes erőfeszítésen | minden lény megszabadulását helyezi előtérbe |
| 2  | Cél: egyéni megszabadulás – kizárólagos eszköz: a kolostori élet | kijelenti: a világi emberek is megszabadulhatnak (Vimalakírtinirdésa-szutta) – ebben világ-feletti lények segítségét kérheti |
| 3  | arahant: "az érdemes/méltó" – tökéletesen megértette az 1. nemes igazságot, felhagyott az okkal (2. nemes igazság), megvalósította a megszüntetést (3. nemes igazság), beteljesítette az ösvényt (4. nemes igazság); vagyis: saját maga számára érte el a nirvánát + prtatjékabuddha + bódhiszattva: a történeti Buddha, megvilágosodása előtt, ill. Maitréja | a bódhiszattva visszautasítja a végső megszabadulás, és az újraszületést keresi – valamint fogadalmat tesz, hogy: -megszabadítja a lényeket -véget vet a szennyeződéseknek -uralja a dharmákat -eléri a megvilágosodást (mindenki, akit ez motivál: bodhiszattva) |
| 4  | A srávakák és a pratjékabuddhák megnyugszanak a nirvánában. | apratisthita-nirvána (meg-nem-állapodott n.; szinonimák: avi-nivartana: visszatántoríthatatlan; advaja: nem-kettős; ásraja-parávritti: az alap átfordítása; advaya-dnyána: kettősség-nélküli tudás): pradnyá: szanszára – nirvána karuná: nirvána – szanszára (a bodhiszattva a nirvánában sem nyugszik meg, mert a lelkében élő tökéletes jóság arra ösztönzi, hogy mindaddig visszaszülessen a földre, míg van megmentendő tökéletlen lélek a földön, akit taníthat, vagy a tökéletességre vezető útra irányíthat)                                       |
| 5  | nirvána: a létezésen túli szféra, transzcendens entitás, amit a szabadulás során lehet elérni (nem-okozott, nem-létrehozott) – a szamszára és a nirvána kettőssége | lételméletileg: szanszára=nirvána – a nirvána a szanszára benne rejlő jellegzetessége, amely alapos vizsgálódás után mutatkozik meg; nem "odaát", hanem: tudatában lenni eme alapvető azonosságnak/nézőpontváltás maradékos nirvána: az arhatnak vannak szkandhái, de nem teremt karmát maradéktalan nirvána: parinirvána |
| 6  | buddhaiság: egy világkorszakban egy Buddha; Sákjamuni halálával vége szakadt a kinyilatkoztatásnak – lezárt kánon | buddhaság: • nem élőlény, hanem: mindig jelenlevő minőség, transzcendens princípium (vö. a mahászánghikák lókottaravádája), ami mindenhol megnyilvánul (emellett csökken az arhat tekintélye) • a buddhák a Dharmakája megtestesülései (Sákjamuni: Nirmánakája) • lehetőség van további kinyilatkoztatásra→nyitott kánon hitelesítési módszerek: (mikor buddha-vacsana valami?) (1) Az igazságot fejezi ki; (2) a Dharmáról szóljon; (3) az erkölcsi szennyeződések feladására ösztönözzön; (4) ne a szanszára, hanem a nirvána jellegzetességeit tükrözze |
| 7  | Abhidharma: a dharmáknak van önlétük | Pradzsnyápáramitá-szutta: minden üres |
| 8  | A meglévő hínajána tételek fejlődése: lókottaraváda (mahászánghika), dharmasúnjatá (mahászánghika), pudgalavádinok szarvásztiváda Abhidharma tíz páramí | A meglévő hínajána tételek fejlődése a. a Buddha alakjának változása b. a dharmasúnjatá hangsúlyossága c. tathágatagarbha d. a mérvadó Abhidharma e. hat páramitá |
| 9  | két buddha-test: Dharmakája (a sztúpa jelképezi) Rúpakája (az ereklyék jelképezik) | három buddha-test: - Dharmakája - Szambhógakája - Nirmánakája |
| 10 | szemléletmódok: - ahogy mi látunk - ahogy a Buddha lát (jathá-bhúta: ahogy a dolgok vannak) | szemléletmódok: - szamvriti-szatja - paramártha-szatja |

## Hínajána buddhista iskolák
A harmadik zsinat után rendszeresített 18 iskolát nevezzük szarvásztiváda iskolának vagy későbbi megkülönböztető nevén hínajána iskolának. Ezek a következők:
- szthaviravádinok:

- szarvásztivádinok:

- vaibhásikák
- múlaszarvásztivádinok
- kásjapíják
- szautrántikák
- mahísászikák

- vibhadzsjavádinok

- théravádinok

- mahászánghikák:

- ékavjaviharikák
- lokottaravádinok
- gókulikák
- pradnyaptivádinok

vátszíputríja = szammitíja = pudgalavádinok

## Hínajána szövegek magyarul
- A buddhizmus alaptanításai a szentiratok tükrében. [A TKBF Jegyzete, (1994) {ford. és összeállította Tenigl-Takács László}]. Online: A buddhizmus alaptanításai a szentiratok tükrében [Megtekintve: 2012.08.19.]
- Vekerdi József (ford. és komm.) – Buddha Beszédei, Helikon, 1989 Budapest. Online: Buddha beszédei [Megtekintve: 2011.03.06.]
- Brahmajāla Sutta. Bhikkhu Bodhi: A nézetek mindent felölelő hálója. [Buddhista Misszió, Bp. & Orient Press, 1994 Budapest {ford. Pressing Lajos}]. Online: DN 1. A nézetek mindent felölelő hálója [Megtekintve: 2012.08.19.]
- Dhammapada. [Farkas Lőrinc Imre, 1994 Budapest {ford. Fórizs László}]. Online: Dhammapada [Megtekintve: 2011.04.25.]
- Dzsátakák – Buddhista születésregék (ford. Velekerdi József) Online: Dzsátakák [Megtekintve: 2011.04.25.]
- Mulapariyāya Sutta. Bhikkhu Bodhi: A létesülés gyökeréről szóló tanítóbeszéd. [Buddhista Misszió, Bp. & Orient Press, 1996 Budapest {ford. Pressing Lajos}]. Online: MN 1. A létesülés gyökeréről szóló tanítóbeszéd [Megtekintve: 2012.08.19.]
- Patimokkha. A vallomás szavai [A TKBF Jegyzete (1994) {ford. Farkas László}].
- Szatipatthána Szutta. Nyanaponika Thera: A buddhista meditáció szíve . [Orient Press, 1994 Budapest]. DN 22. A tudatosság útjáról szóló nagy tanítóbeszéd. [A TKBF Jegyzete, (1993) {ford. Horváth György}]. Online a szutta szövege: DN 22. Az éberség alapzatairól [Megtekintve: 2012.08.19.]